# HAMA大国
「HAMA大国」（はまたいこく）は、テレビ神奈川（TVK、現tvk）で1997年4月から2004年4月まで放送された生放送のワイド番組である。土日および祝日、年末年始、夏の高校野球神奈川大会放送時は放送休止。

## 概要・放送時間・出演者
放送期間ごとに構成が大きく異なるため、それぞれ説明していく。

### 1997年4月～1999年3月
12:30～15:00
- 不況、県の財政危機、東京MXテレビ開局によるテレビ神奈川の売上減少に伴い、3時間枠だった「たてながHAMA大国」を縮小、全員社員進行のワイドショーに刷新した。地に足をついた番組を目指し、MCに報道部の中村行宏、「たてながHAMA大国」で情報ランナーだった坂本紅子を起用。

MC
- 中村行宏
- 坂本紅子

アシスタント（1998年度のみ。1日いずれか1人が担当）
- 三崎幸恵（tvkアナウンサー）
- 野澤はづき（当時tvkアナウンサー）

情報ランナー
- 田口彰男
- 高橋麻緒（当時tvk情報部ディレクター、主に中華街担当、現NHK制作局ディレクター）

### 1999年4月～2000年3月
12:30～14:00（本放送）
17:00～17:50（前半の再放送）
18:15～19:00（後半の再放送、ナイター中継時は中止）
- テレビ神奈川の経営危機により更に縮小。当時の編成方針でリピートができる形態に改められ、12:30～13:20までを17時台、13:20～14:00までを18時台に再放送。全国ニュースや生電話でのトークテーマ（後のFAXテーマ）受付廃止、情報ランナー廃止という明らかなリストラであった。13:46～13:55に「TVKニュース」と「天気予報」があったが、再放送では自動送出の天気予報に差替。生放送らしさが失われてしまった。なお、18:16から1分間、18:00のTVKニュースのアナウンサーが登場して、再放送時に寄せられたFAXを読んでいた。
- イメージキャラクターとして「HAMA大国の王子様」が登場。

MC
- 内田朱美（月・火、当時tvk契約アナウンサー）
- 野澤はづき（水、当時tvkアナウンサー、12月の退社に伴い1999年9月まで）→三崎幸恵
- 野中美里（木・金、当時tvkアナウンサー）

アシスタント
- 中村守（月・火、現テレビ信州アナウンサー、2000年1月まで）
- 高井晃[1]（水、現フリーアナウンサー、2000年1月から月～水）
- 山下剛（木～金、現朝日放送アナウンサー）

### 2000年4月～2000年9月
12:30～14:00
- リピート廃止以外は、前期のスタイルを踏襲。生放送らしさが復活。

MC
- 森麻緒（月・火、当時tvk契約アナウンサー）
- 清水美穂（水、当時tvk契約アナウンサー）
- 三崎幸恵（木、tvkアナウンサー）
- 野中美里（金、当時tvkアナウンサー）

アシスタント
- 宮原和宏（月・火）
- 横山剛（水～金、フリーアナウンサー）

### 2000年10月～2001年3月
12:30～14:00
- MCを一部変更したが、構成に大きな変更はない。

MC
- 清水美穂（月・火、当時tvk契約アナウンサー）
- 森麻緒（水、当時tvk契約アナウンサー）
- 三崎幸恵（木、tvkアナウンサー）
- 野中美里（金、当時tvkアナウンサー）

アシスタント
- 吉井祥博（月、tvkアナウンサー）
- 富樫吉樹（火、現tvk報道局報道部副部長、当時tvkアナウンサー）
- 横山剛（水～金、フリーアナウンサー）

### 2001年4月～2004年4月
12:30～14:00
12:30～13:00（2003年1月～、「首都圏ネット4」のうちTVKを除く3局のみ）
- 外部からアナウンサーを迎えたが、「おしゃべりトマト」初期以来の一人進行に。しかし、TBSのお天気お姉さんでおなじみだった相沢、マシンガントークの徳山の進行は好評で、長く続く。
- 2003年1月から「首都圏ネット4」結成に伴い、東京MXテレビ、テレビ埼玉、千葉テレビへ12:30～13:00までのネットを開始。しかしTVKは「ネット4」自体に積極的でなく、やっていることはTVKローカル「あっぱれ!KANAGAWA大行進」の連動企画の「お先にあっぱれ」やインフォマーシャルが大半を占めるというありさまであった。

キャスター
- 緒方朋恵（月、元テレビ愛知アナウンサー、妊娠により2002年3月まで）
- 相沢早苗（火～水、2002年4月から月～水）
- 徳山ひかり（木・金、元山口放送アナウンサー）

## その他
- ビデオリサーチによる視聴率調査期間（年2回、日記式）中は「HAMA大国まつり」として、ラジオさながらのプレゼント大放出を実施。またTVKの放送センターのガレージで「農産物特売」が行われた。